# Acropora subulata
Acropora subulata е вид корал от семейство Acroporidae. Видът е незастрашен от изчезване.

## Разпространение
Разпространен е в Австралия, Американска Самоа, Вануату, Виетнам, Джибути, Египет, Еритрея, Йемен, Израел, Индия, Индонезия, Йордания, Камбоджа, Кения, Кирибати, Кокосови острови, Коморски острови, Мавриций, Майот, Малайзия, Маршалови острови, Мианмар, Микронезия, Мозамбик, Науру, Нова Каледония, Оман, Остров Рождество, Палау, Папуа Нова Гвинея, Питкерн, Провинции в КНР, Реюнион, Самоа, Саудитска Арабия, Сингапур, Соломонови острови, Сомалия, Судан, Тайван, Тайланд, Танзания, Тувалу, Фиджи, Филипини, Чили, Шри Ланка и Япония.

## Описание
Популацията на вида е намаляваща.